# 20er
Portal Geschichte | Portal Biografien | Aktuelle Ereignisse | Jahreskalender | Tagesartikel

◄ |
1. Jh. v. Chr. |
1. Jahrhundert
| 2. Jh. | ►

◄ |
0er v. Chr. |
0er |
10er |
20er
| 30er | 40er | 50er | ►

20 |
21 |
22 |
23 |
24 |
25 |
26 |
27 |
28 |
29

## Ereignisse
- 21: In Gallien lehnen sich – ein letztes Mal – zwei Stämme an der Loire, die Andecaver und die Turonen, gegen die Römer auf, nach der Niederschlagung auch die Treverer und die Haeduer unter den Adligen Julius Florus und Julius Sacrovir.
- 23: Beim großen Bauernaufstand in China wird Wang Mang hingerichtet und die Han-Dynastie kommt wieder an die Macht.
- 28: Aufstand der Friesen gegen die Römer aufgrund der Härte, mit der ein Beamter die Tributleistungen (Rindshäute) eintreibt.